# NGC 5573
NGC 5573 est une galaxie spirale située dans la constellation de la Vierge. Sa vitesse par rapport au fond diffus cosmologique est de 7 638 ± 17 km/s, ce qui correspond à une distance de Hubble de 112,7 ± 7,9 Mpc (∼368 millions d'al). NGC 5573 a été découverte par l'astronome allemand Albert Marth en 1864.
Selon la base de données Simbad, NGC 5573 est une galaxie LINER, c'est-à-dire une galaxie dont le noyau présente un spectre d'émission caractérisé par de larges raies d'atomes faiblement ionisés.